# Rossanski evangeliji
Rossanski evangeliji, označeni z 042 ali Σ (po oštevilčenju Gregory-Aland), ε 18 (Soden), shranjeni v stolnici v Rossanu v Kalabriji, so iluminirani rokopisni evangelij iz 6. stoletja, napisan po ponovni osvojitvi italijanskega polotoka s strani Bizantinskega cesarstva. Kodeks, znan tudi kot Codex purpureus Rossanensis zaradi rdečkasto-vijoličnega (latinsko purpureus) videza njegovih strani, je eden najstarejših ohranjenih iluminiranih rokopisov Nove zaveze. Rokopis je znan po uvodnem ciklu miniatur iz Kristusovega življenja, razporejenih v dveh nivojih na strani, včasih z majhnimi starozaveznimi portreti prerokov spodaj, ki predstavljajo in kažejo na dogodke, opisane v zgornjem prizoru Nove zaveze.

## Zgodovina
Rokopis je INTF datiral v 6. stoletje.
Kodeks sta leta 1879 v zakristiji stolnice Rossano odkrila Oskar von Gebhardt in Adolf Harnack.
9. oktobra 2015 je mednarodni komite Unesca v Abu Dabiju Codex Purpureus Rossanensis vpisal v svoj Register svetovnega spomina.

### Izvor
Rossanski evangeliji, ki so bili odkriti leta 1846 v stolnici v Rossanu, so najstarejši ohranjeni iluminirani rokopis evangelijev Nove zaveze. Natančen čas in kraj njenega nastanka sta še vedno nedoločena.
INTF je rokopis datiral v 6. stoletje. Evangeliji so bili napisani potem, ko so Ostrogoti od Bizantinskega cesarstva po vojni ponovno zavzeli italijanski polotok (od 535 do 553).
Rossanski evangeliji predstavljajo svoje besedilo v liturgičnem redu kot nekateri drugi obnovljeni rokopisi. Poglavja v tem rokopisu so razvrščena po cerkvenem letu. V tem posebnem primeru so berila sledila postnemu sezonskemu redu in pripovedovala zgodbo o Jezusovih zadnjih nekaj tednih na zemlji in o njegovi smrti.
Čeprav se ne uporablja več v krščanskih obredih, je ta poseben evangelij pomemben za razlago v umetnosti in simboliki, raziskovanje strani pa osvetljuje zgodnja krščanska verovanja.

## Opis

### Vsebina
Rossanski evangeliji, ki predstavlja skoraj vse svoje miniature v okolju, podobnem arhitekturi, je eden redkih iluminiranih rokopisov, ki se popolnoma ujema z njegovimi definicijami. Bralcu pomaga pridobiti duhovni vpogled v zgodovino, politiko, vero in ljudi ter z uporabo svetlih barv na vijoličnem pergamentu z zlatimi in srebrnimi črkami ter svetlo naslikanimi ilustracijami. Zaradi razkošnih materialov in visoke kakovosti iluminacije so bizantinski umetnostni zgodovinarji, kot je Kathleen Maxwell, domnevali, da je bila ustvarjena v cesarskem skriptoriju v Konstantinoplu.
V 6. stoletju so imele evangelijske knjige dve glavni vrsti predstavitve, svetopisemski red in liturgični red. Bogoslužni red pomeni, da so bila berila urejena po cerkvenem koledarju, ki se začne v adventu in konča z binkoštimi. Ilustracije Rossanskih evangelijev so ločene od besedila evangelijev in so urejene po liturgičnem koledarju v postnem času.
Zdaj nepopoln kodeks vsebuje besedilo Matejevega evangelija in večino Markovega evangelija z eno samo praznino, Mr 16,14-20.[2] Domneva se, da je obstajal spremljevalni drugi zvezek, ki je očitno izgubljen. Vsebuje Epistula ad Carpianum, tabele κεφάλαια (kazala vsebine) pred vsakim evangelijem, τίτλοι (naslove) na vrhu strani, številke Amonijevih razdelkov in sklicevanja na Evzebijeve kanone.
Besedilo kodeksa se na splošno ujema z bizantinskim besedilnim tipom v tesni povezavi s Codex Petropolitanus Purpureus. Rossanski evangeliji skupaj z rokopisi N, O in Φ spadajo v skupino škrlatnih uncialov (ali škrlatnih kodeksov). Aland je vse štiri rokopise skupine (Purple Uncials) uvrstil v kategorijo V.
V Mt 1,11 ima dodatno branje τον Ιωακιμ, Ιωακιμ δε εγεννησεν (Joakim, Joakim je rodil) — M U Θ f1 33 258 478 661 954 1216 1230 1354 1604 Lectionary 54 syrh geo.
V Mt 23,25 se glasi ακαθαρσιας za ακρασιας, branje, ki ga podpira stara latinščina, sirski Sinajski rokopis in koptska različica.

### Materiali
Rossanski evangeliji so eden najstarejših iluminiranih rokopisov, napisanih s srebrnim črnilom na vijolično obarvanem pergamentu z barvnimi odtenki, izbranimi od temno vijolične do rdečkasto rjave. Dunajska Geneza in Sinopski evangelij sta prav tako napisana s srebrnim črnilom na škrlatno obarvanem pergamentu. V srednjem veku je vijolična veljala za simbol kraljevine ali svetosti in ker je krščanstvo Jezusa Kristusa štelo za utelešenje Boga, je vreden redke vijolične barve.
Papir Rossanskih evangelijev je pergament narejen iz telečje kože; tanjši ko je pergament, večja je njegova vrednost.
Velika (300 mm × 250 mm) knjiga ima besedilo, napisano v 215 mm kvadratnem bloku z dvema stolpcema po dvajset vrstic. Tudi uvodni cikel ilustracij je na škrlatno obarvanem pergamentu.
Rossanski evangeliji je v celoti pozlačen na dragoceni površini pergamenta, zaradi česar je vrednost rokopisa edinstvena in dragocena. V srednjem veku je imela pisava, pomešana z zlatom ali srebrom, duhovne konotacije, ki so odsevale Božjo prisotnost.

### Dekoracija
V iluminaciji Kristus pred Pilatom je prikazano sojenje Kristusu pred Pilatom, kjer Poncij Pilat sedi na stolu, obkrožen z ljudmi. Na celotnem prizoru je narisana halo podobna oblika, ljudje pa so razporejeni v polkrogu. Pod tem, ločeni s črto tal, so Jezus in več drugih figur, ki naj bi stale pred Pilatom. Če bi nekdo narisal črto okrog celotne podobe, bi ta tvorila obliko loka. Model apside kaže, kako zlahka se je miniatura prilegala v obliko in kako verjetno je, da gre za neposredno kopijo apside neke stavbe. Na mnogih slikah oči figur množice niso povsem osredotočene na subjekt na risbi, kar nakazuje, da so imeli drug položaj, ko so bili prvič narisani. Kristus stoji v podrejenem položaju, nižje in ob strani. Pilatov poveljniški položaj razlikuje te miniature od skoraj vseh drugih različic sojenja v zgodnjekrščanski in srednjeveški umetnosti. Druga posebnost teh miniatur je trenutek, izbran za upodobitev. V prvem prizoru je to začetek sojenja, ko Kristusa k Pilatu pripeljejo veliki duhovniki, od katerih eden podpira obtožbe. Drugi prizor predstavlja izbiro med Kristusom in Barabom, ki jo je Pilat ponudil Judom. Ta dva prizora prikazujeta formalni začetek sojenja in njegov osrednji trenutek, ko se zastavi kritično vprašanje. Skoraj vse druge upodobitve se zadovoljijo s predstavitvijo znamenitega prizora umivanja rok, zadnjega dejanja sojenja, v katerem se je Pilat odrekel odgovornosti za sprejeto odločitev. V Kristusovem evangeliju iz Rossana so tri dejanja in trije vmesni nastopi. Napis na rektorju na vrhu (Mt 27,2) je napovedal začetek sojenja, v katerem je osrednja točka Kristusov molk in zavračanje odgovora na obtožbe, prepletena z Judovo usodo (Mt 27,3-5). Drugi dogodek sojenja, izbira med Kristusom in Barabom ([[bibl|Lk 23,18}} ali Mt 27,21), ima vmesni prizor s Herodom (Lk 23,6-12). Tretje dejanje sojenja je Pilatovo umivanje rok (Mt 27,23-25) z vmesnim delom Sporočila Pilatove žene (Mt 27,19).
Na sliki svetega Marka, ki piše evangelije, sta dve figuri; sveti Marko sedi na prestolu podobnem stolu s svojo muzo Marijo kot božansko modrostjo. Vsekakor je občutek prostora znotraj. Tudi obleki obeh figur sta kompleksno obloženi s številnimi potezami peresa, ki prikazujejo gube blaga. Zato je presenetljivo, da je okoliška arhitektura, ki je sestavljena iz dveh stebrov in nečesa, kar je videti kot apsida ali drug podoben lok, brez vseh podrobnosti, razen najpreprostejših. Celo vrh loka z vzorcem, podobnim školjki, je tog in oster, kar dodatno dokazuje teorijo, da so miniature na straneh tega evangelija izpeljane iz obstoječih struktur.
Druge pomembne slike vključujejo Jezusa pri zadnji večerji s svojimi učenci, in Jezusa, ki Petru umiva noge. Jezus in učenec na desnem koncu mize ležita; zasukani so na način, ki ni sorazmeren glede na čudno dvojno perspektivo. Tla se na prvi pogled pravzaprav zdijo del mize, saj ni razlike med tem, kje se miza konča in kje se začnejo tla. Tudi tla so čudežno dvignjena in na njih so risbe fazanov ali pavov. Učenci, ki se zberejo okoli polkrožne mize, tvorijo lok. Morda je bil original tega dela nekoč umeščen na tak način. Oči učencev so rahlo neizostrene, ko gledajo Jezusa, kar nakazuje, da so bile njihove oblike morda nameščene vzdolž strukture apside, podobne školjkasti obliki.

## Galerija
- Kristus pred Pilatom
- Evangelist Marko
- Pregovor
- Zadnja večerja
- Dobri Samarijan
- Jezusov zmagoslavni vstop
- Levo: Vhod v Jeruzalem. Desno: Očiščenje templja.